# Bromyard
Broadstairs este un oraș în comitatul Herefordshire, regiunea West Midlands, Anglia. 